# Nikon D70
La Nikon D70 è una fotocamera reflex digitale (DSLR) in formato DX, prodotta dalla Nikon a partire dal gennaio 2004. Nasce in risposta alla Canon EOS 300D che aveva inaugurato, nell'agosto 2003, la fascia economica nel mercato delle reflex digitali. Rappresenta di fatto il primo impegno di Nikon in tale fascia di prezzo. Prima dell'avvento della più economica D50, era considerata infatti la reflex digitale entry-level di Nikon (pur essendo in gran parte basata sul progetto della reflex semi-professionale D100). Nella sua fascia di prezzo è sostituita dalla D70s nel 2005, poi dalla D80 nel 2006 e infine dalla D90 nel 2008.

## Caratteristiche
- sensore CCD Nikon DX da 6,1 megapixel (23,7 × 15,6 mm);
- memorizzazione immagini nei formati JPEG e NEF (il formato raw di Nikon);
- autofocus (AF) a cinque aree dinamiche;
- cadenza di ripresa a 3 fotogrammi al secondo;
- tempi di esposizione compresi fra 1/8000 s e 30 s;
- sensibilità impostabile fra i valori di equivalenza ISO 200 e 1600;
- sistema esposimetrico Nikon Color Matrix 3D, con sensore da 1.005 pixel
- possibilità di stampare le foto direttamente dalla fotocamera (usando una stampante compatibile PictBridge);
- flash incorporato a sollevamento automatico, con sincro-flash fino a 1/500 s;
- set standard di impostazioni vari-program;
- compatibilità con gli obiettivi AF Nikon (Nikkor e compatibili);
- durata dichiarata della batteria intorno ai 250 scatti.

## D70s

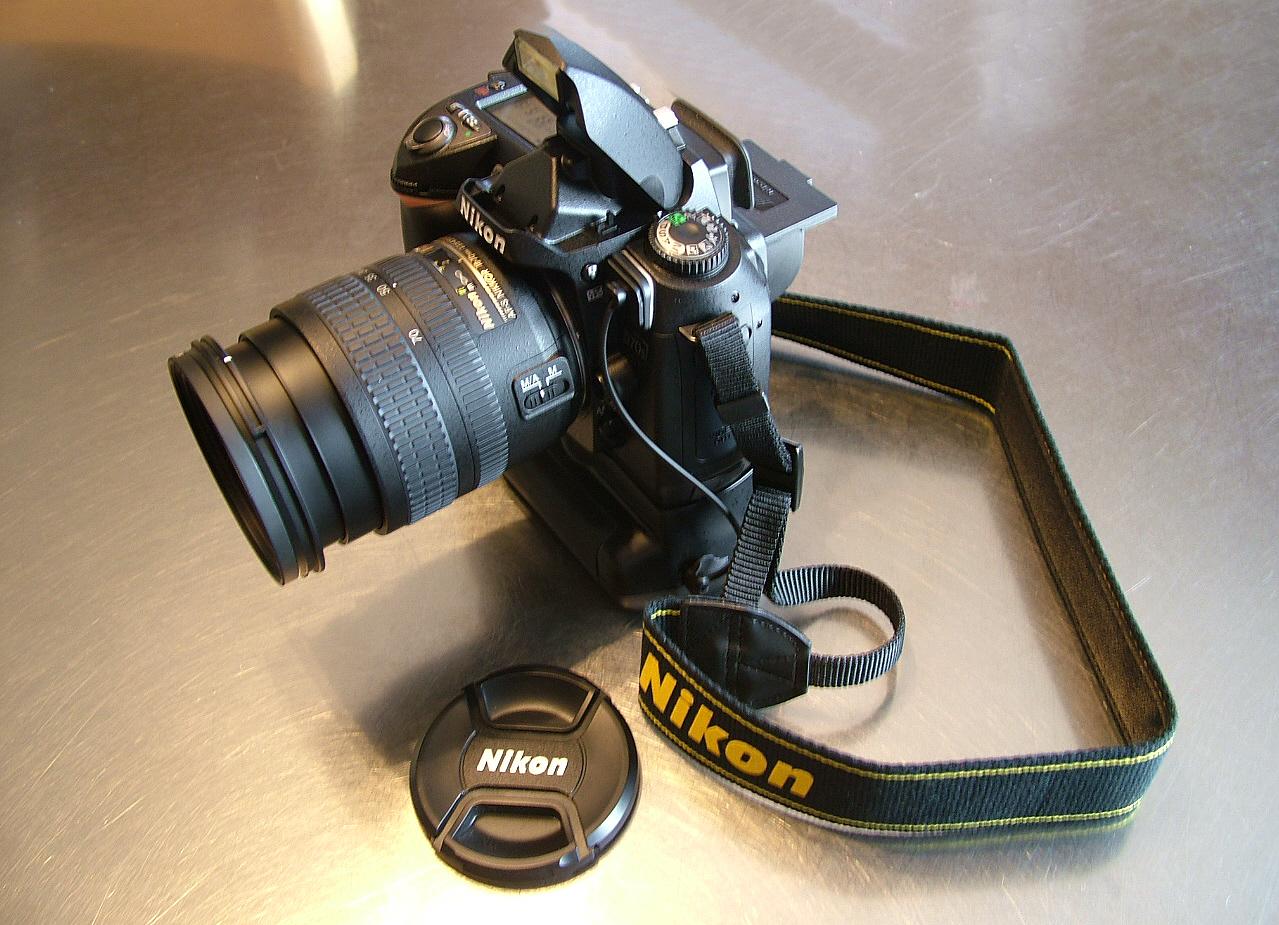

La Nikon D70s è un moderato aggiornamento della D70 di fascia economica annunciata da Nikon nell'aprile 2005. Si distingue per l'aggiunta di un monitor più grande (2 pollici invece di 1,8), una nuova batteria EN-EL3a con capacità lievemente maggiore ed un attacco per cavo flessibile elettrico (MC-DC1), inoltre il flash della D70s permette un angolo di copertura maggiore per il suo flash incorporato.
Sono introdotte anche alcune migliorie nel software che includono migliori prestazioni nell'auto-focus, un aggiornamento della grafica del menu ed un aggiornamento per il collegamento diretto della fotocamera alla stampante. Nikon rende disponibili anche per la vecchia D70 tali aggiornamenti software attraverso una nuova versione del firmware.

## Curiosità
La Nikon D70 e la Nikon D70s appaiono nella serie tv e nel film Veronica Mars
In entrambi (film e serie) la Nikon D70 viene clamorosamente "camuffata" lasciando solo la scritta iko, mentre sulla Nikon D70s no.